# Le Quai des Grands Augustins
Le Quai des Grands Augustins est un tableau réalisé par le peintre français Albert Marquet en 1905. Cette huile sur carton est un paysage fauve représentant le quai des Grands-Augustins, à Paris. Elle est conservée au musée national d'Art moderne.